# フジ医療器
株式会社フジ医療器（フジいりょうき、英: FUJI MEDICAL INSTRUMENTS MFG. CO.,LTD.）は、大阪府大阪市中央区に本社を置く、マッサージチェアなど健康・美容機器の製造、販売、輸出入を行う企業である。

## 概要
1954年に創業者の藤本信夫が、車のハンドルや野球の軟式用のボール、自転車のチェーンを活用するなどしてマッサージチェアを完成させたことが原点である。加えて販売力が普及拡大の原動力である。二代目藤本信一郎が独自の販売組織を作り上げ、単なる卸売りではなく人付き販売をすることで効果・効能、操作方法を使用者に理解してもらい確実に売り上げを伸ばした。この販売方法は株式会社日本トリムやファミリーイナダ株式会社に大きな影響を与えている。
マッサージチェアのほかに、アルカリイオン整水器、フィットネス機器、治療機器、補聴器、オゾン水生成器などを取扱っている。

## 沿革
- 1954年
  - 大阪市阿倍野区阪南町でフジ製作所として創業、健康機器を手掛ける。
  - 第一号機である木製あんま機を開発。
- 1960年 業界初の四つマリ式マッサージ機を開発。
- 1965年
  - 社名を株式会社フジ医療器として、法人組織に改組。
  - 大阪市住吉区杉本町に本社・工場を移転。
  - フジマッサージ機のもみ技“たたき”が米国特許をとり、米国専売権を獲得。
- 2005年 ISO 13485:2003の認証取得。
- 2008年 本社を現住所に移転。
- 2009年 大阪府南河内郡太子町に大阪工場新社屋完成、移転。
- 2010年 マッサージチェア KEN OKUYAMAモデル[3] KN-10/KN-15がグッドデザイン賞受賞。
- 2014年 アサヒホールディングスの100%子会社であるジャパンウェイストがフジ医療器の株式80.9%を取得し、アサヒホールディングスのグループ会社となる。
- 2020年 アサヒライフ&ヘルスが保有する株式60%を、台湾台中市に本社があるジョンソンヘルステックへ譲渡[1]。
- 2021年 九州事業所開設
- 2022年 ジョンソンヘルステック（本社：台湾）がアサヒホールディングスの保有する当社の40％の株式を取得し、100％子会社となる。

## 拠点
- 本社： 大阪市中央区農人橋1丁目1番22号大江ビル14階
- 大阪工場： 大阪府南河内郡太子町太子2372-95
- 九州事業所（製造開発拠点）：　福岡県田川郡福智町伊方4680
- 東京ショールーム： 東京都品川区西五反田3丁目7-10　アーバンネット五反田NNビル1階　（東京本部内）
- 東京ソラマチ店：　東京都墨田区押上1-1-2　東京スカイツリータウン・ソラマチ イーストヤード5階

## テレビ番組
- 日経スペシャル カンブリア宮殿 日本生まれの家電「マッサージチェア」で世界中の人達の心身を癒せ！（2012年8月2日、テレビ東京）[4]

## 脚註
1. 1 2 3 4 5 6  連結子会社の持分譲渡（子会社の異動）に関する基本合意書締結のお知らせ アサヒホールディングス 2019年10月29日
2. ↑  マッサージチェアのフジ医療器が大阪の新工場を公開 - 家電Watch
3. ↑  元フェラーリデザイナー起用のマッサージチェア発表…フジ医療器 - MSN自動車業界ニュース
4. ↑  日本生まれの家電「マッサージチェア」で世界中の人達の心身を癒せ！ - テレビ東京 2012年8月2日